# Retículo nucleoplasmático
O Retículo nucleoplasmático é uma organela localizada no núcleo das células. A estrutura é similar ao Retículo endoplasmático e é responsável, principalmente, pelo armazenamento de cálcio e pela síntese de proteínas. Visualizada, primeiramente, por cientistas britânicos em 1997, a sua função só foi melhor descrita após os estudos do Departamento de Fisiologia da UFMG, juntamente com as universidades estadunidenses de Yale e Cornell.

## Função
As suas principais funções estão ligadas à utilização do cálcio no meio intracelular, como contração muscular, ativação e transcrição de genes e apoptose. Antes da descoberta, acreditava-se que essas funções eram desempenhadas pelo retículo endoplasmático, que liberava cálcio do citoplasma até o núcleo.